# الراعي الصالح (مسيحية)

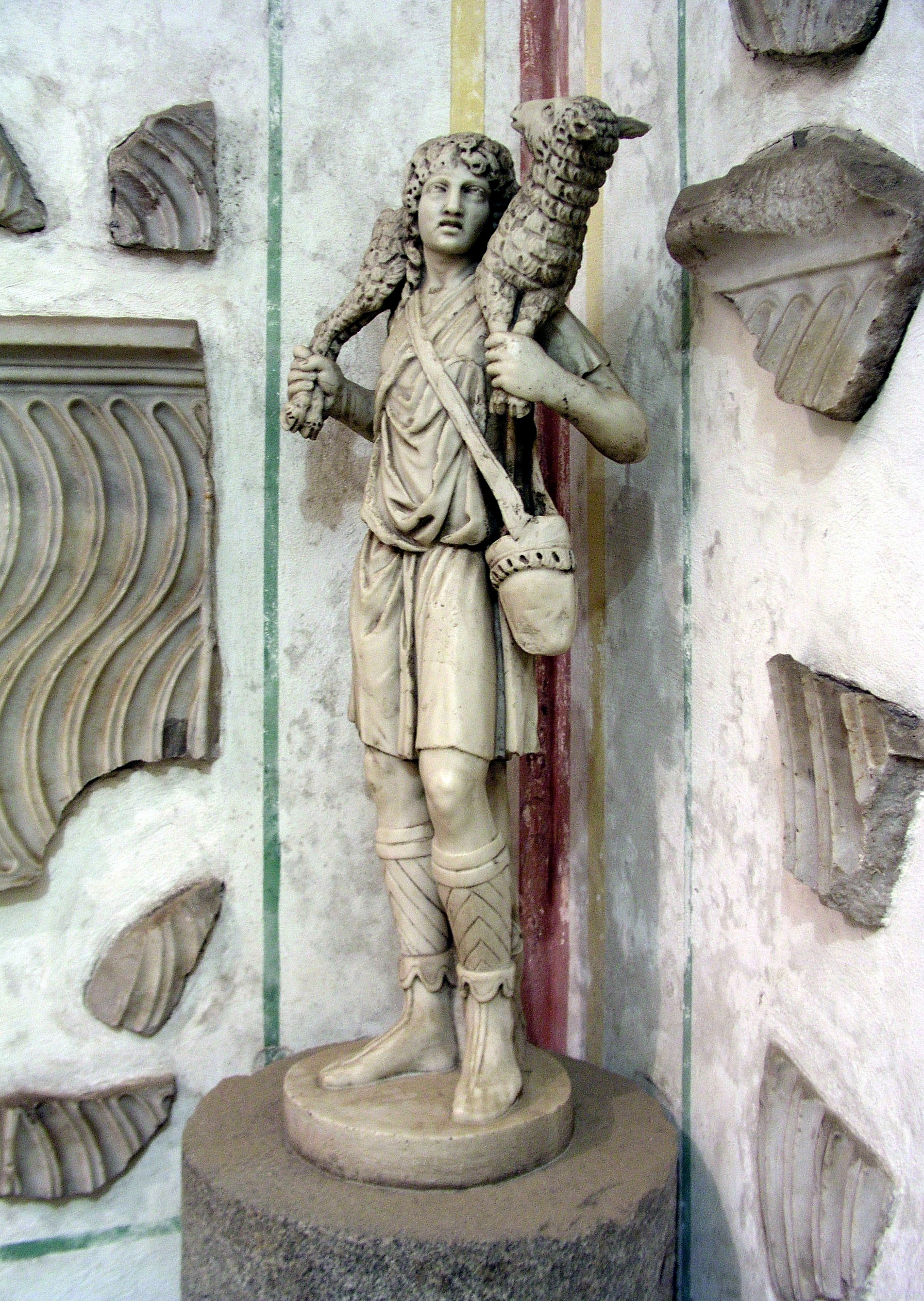
الراعي الصالح ، ج. 300-350 ، في سراديب الموتى من دوميتيلا ، روما

الراعي الصالح هي صورة مستخدمة في غلاف يوحنا 10:1–21، حيث يُصوَّر يسوع المسيح على أنه الراعي الصالح الذي يبذل حياته من أجل خرافه.كمااستخدمت صور مماثلة في المزمور 23 .هذا إلى جانب مناقشة الراعي الصالح في الأناجيل الأخرى، الرسالة إلى العبرانيين، رسالة بطرس الأولى وكتاب رؤيا يوحنا.https://youtu.be/5KWTWS4weKY?feature=shared

## مراجع الكتاب المقدس

موزاييك الراعي الصالح في مدينة رافينا منذ القرن الخامس الميلادي.

## موعظة أم استعارة؟

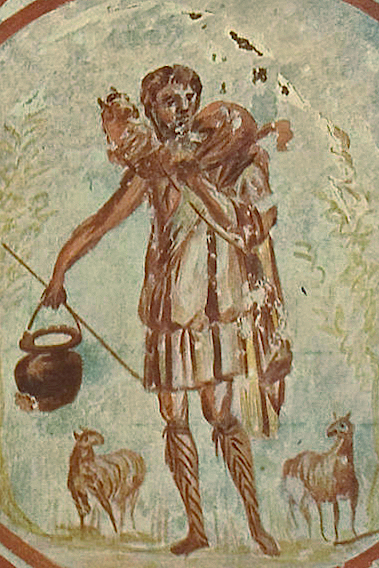
صورة رمزية للمسيح باعتباره الراعي الصالح، القرن الثالث.

## رمزية وثنية

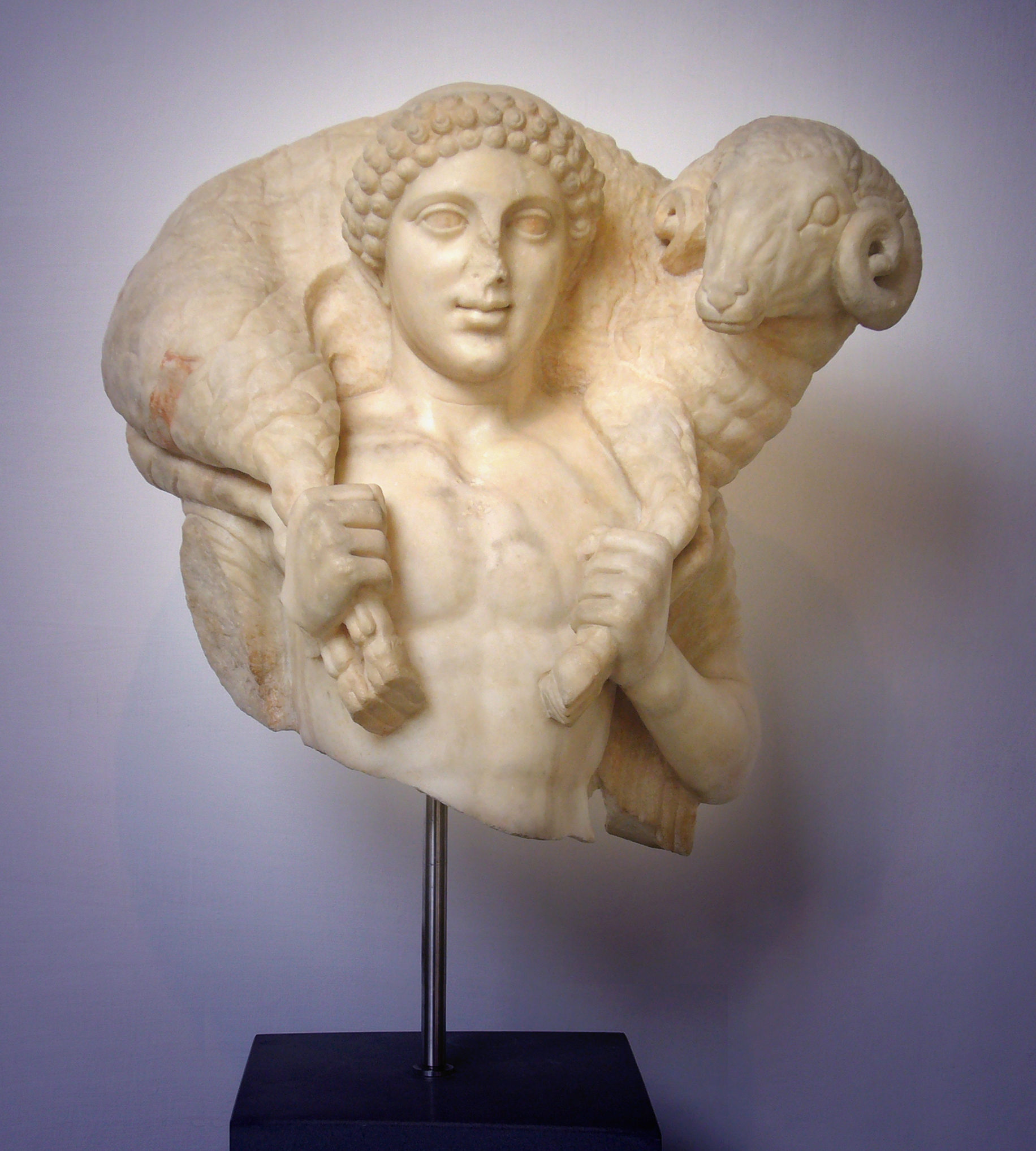
أواخر نسخة من الرخام الروماني من كريوفوروس من كالاميس متحف Barracco ، روما)

## الصور

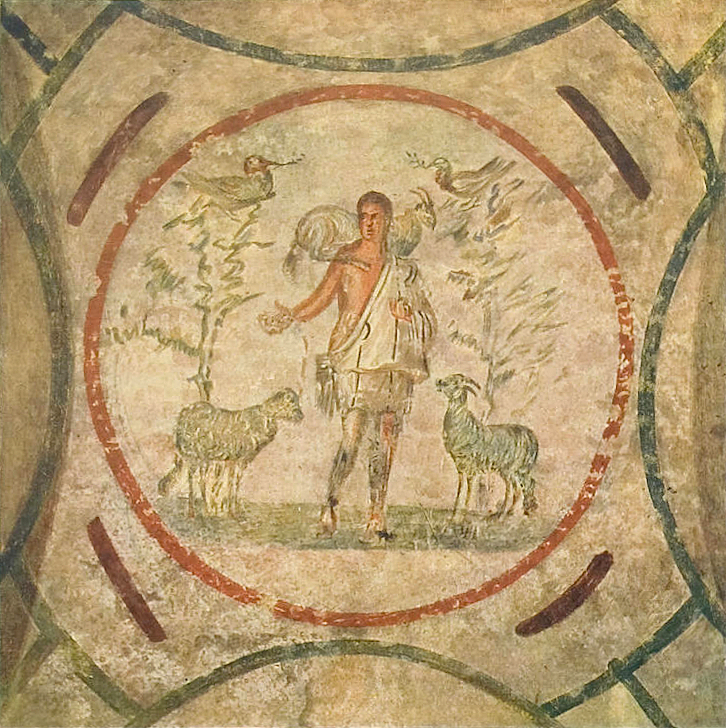
في ، روما
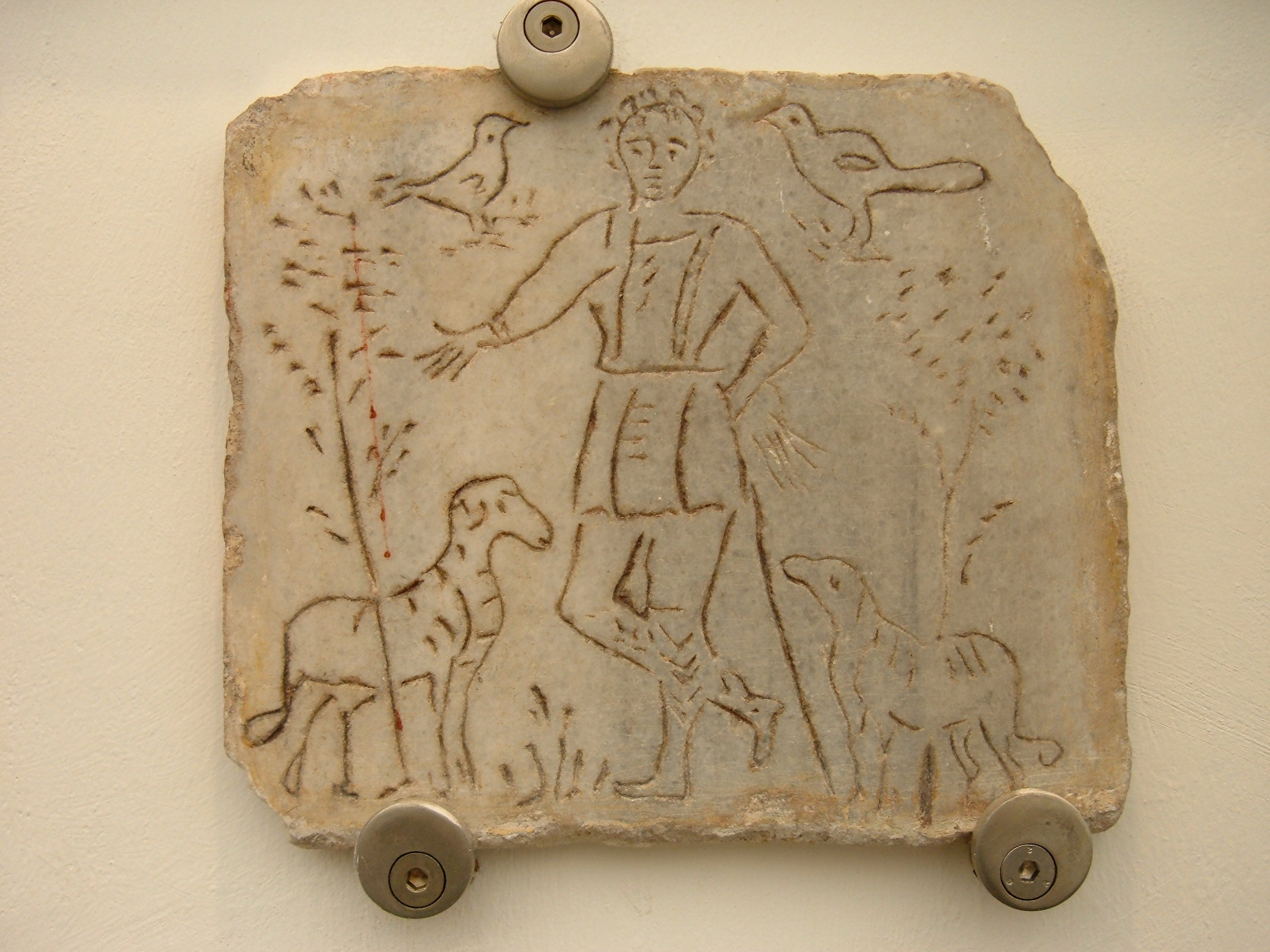
تصوير من القرن الرابع في متحف حمامات دقلديانوس ، روما
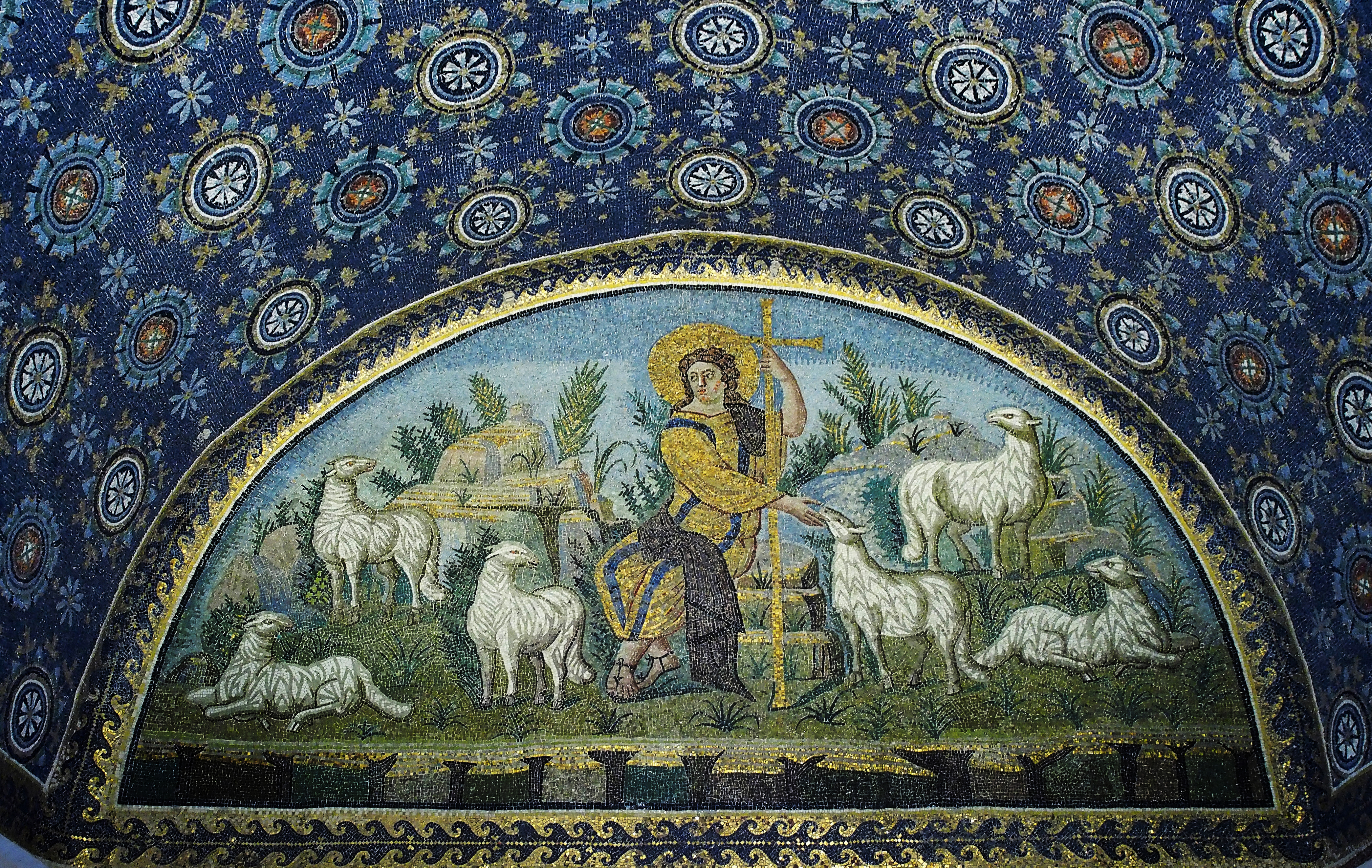
فسيفساء في ضريح غالا بلاسيديا ، رافينا ، إيطاليا ، كاليفورنيا. 425
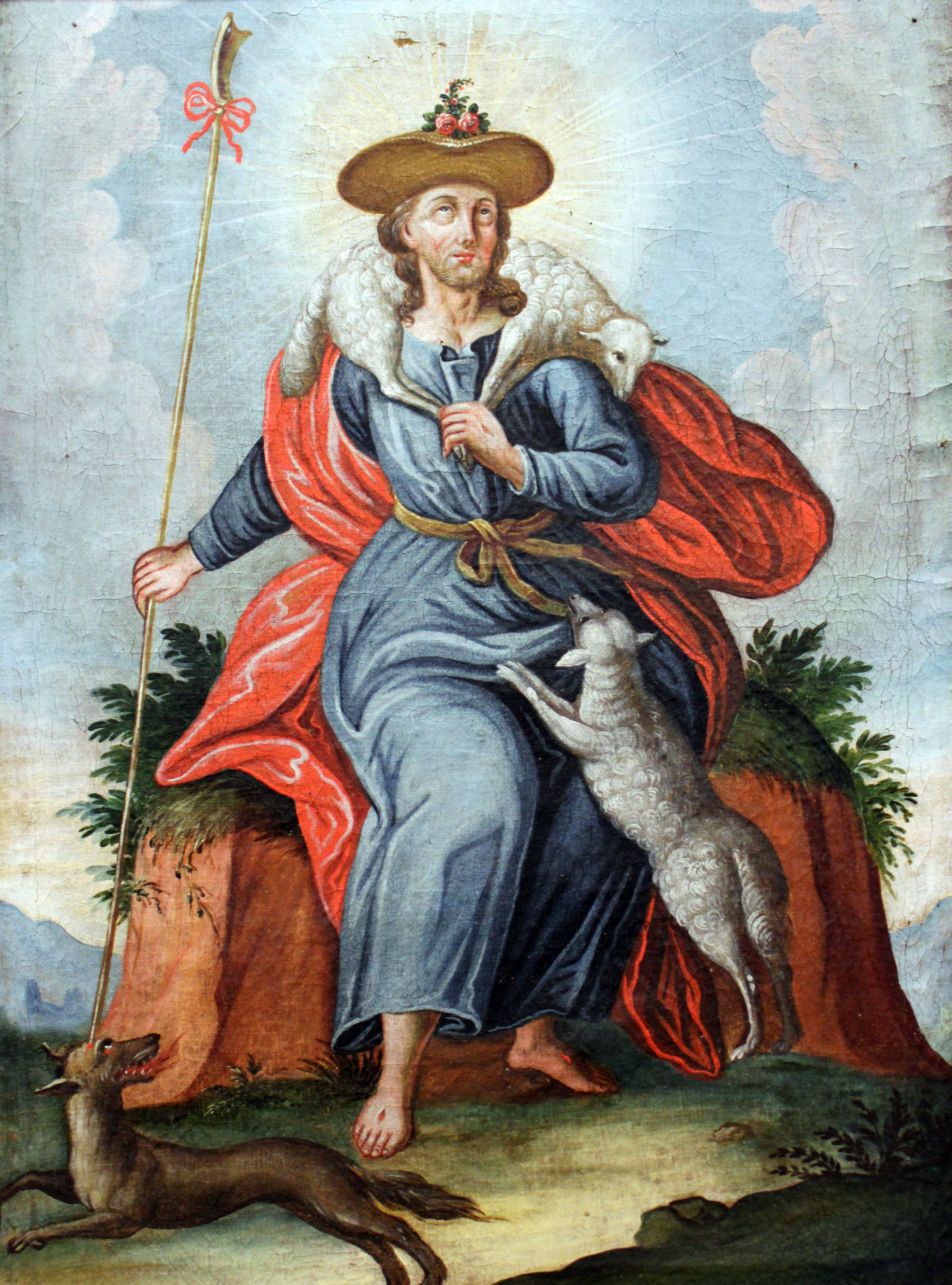
المسيح الراعي الصالح ، فنان غير معروف من بافاريا السفلى ، 1750

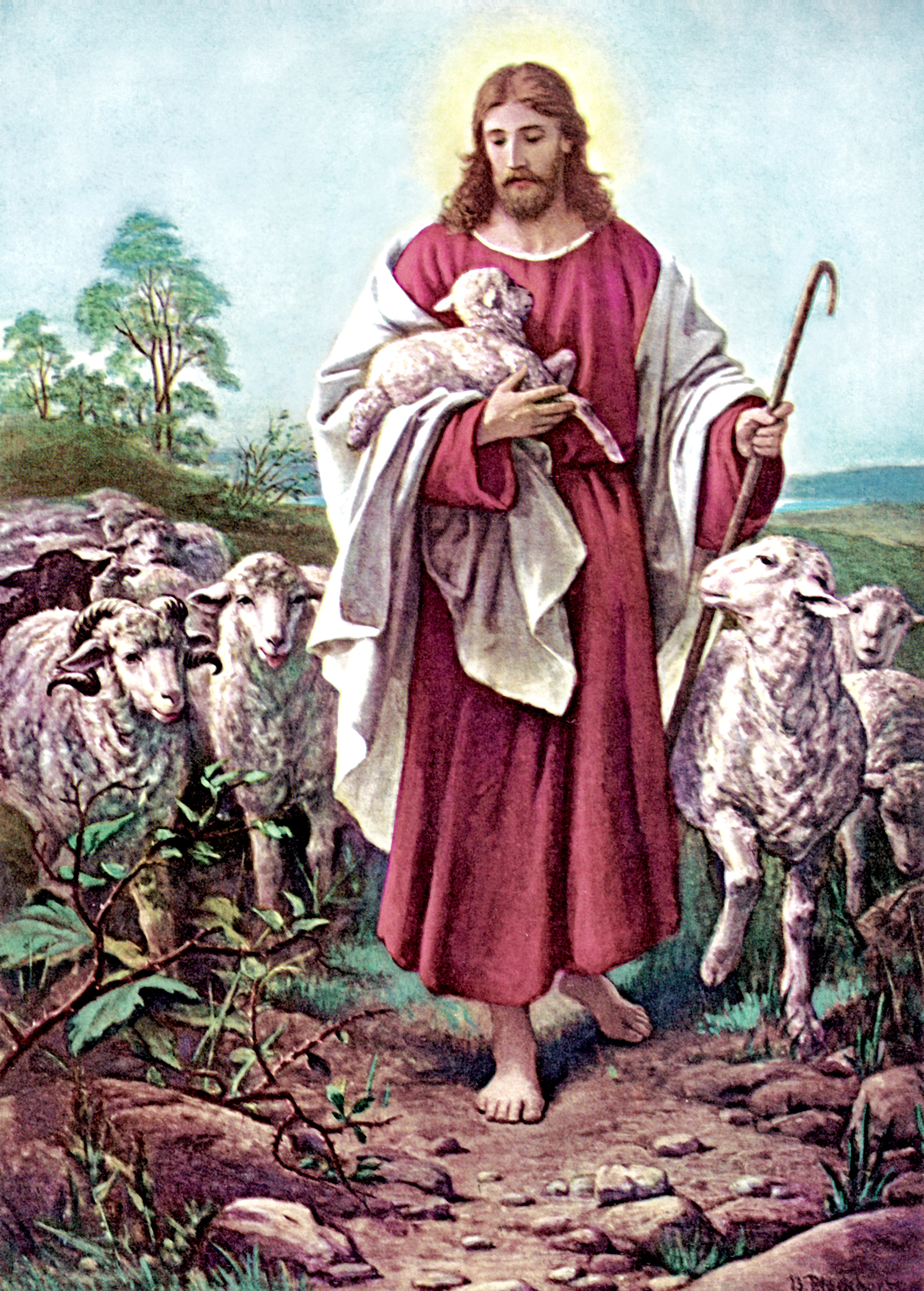
القرن التاسع عشر للفنان الألماني برنارد بلوكهورست
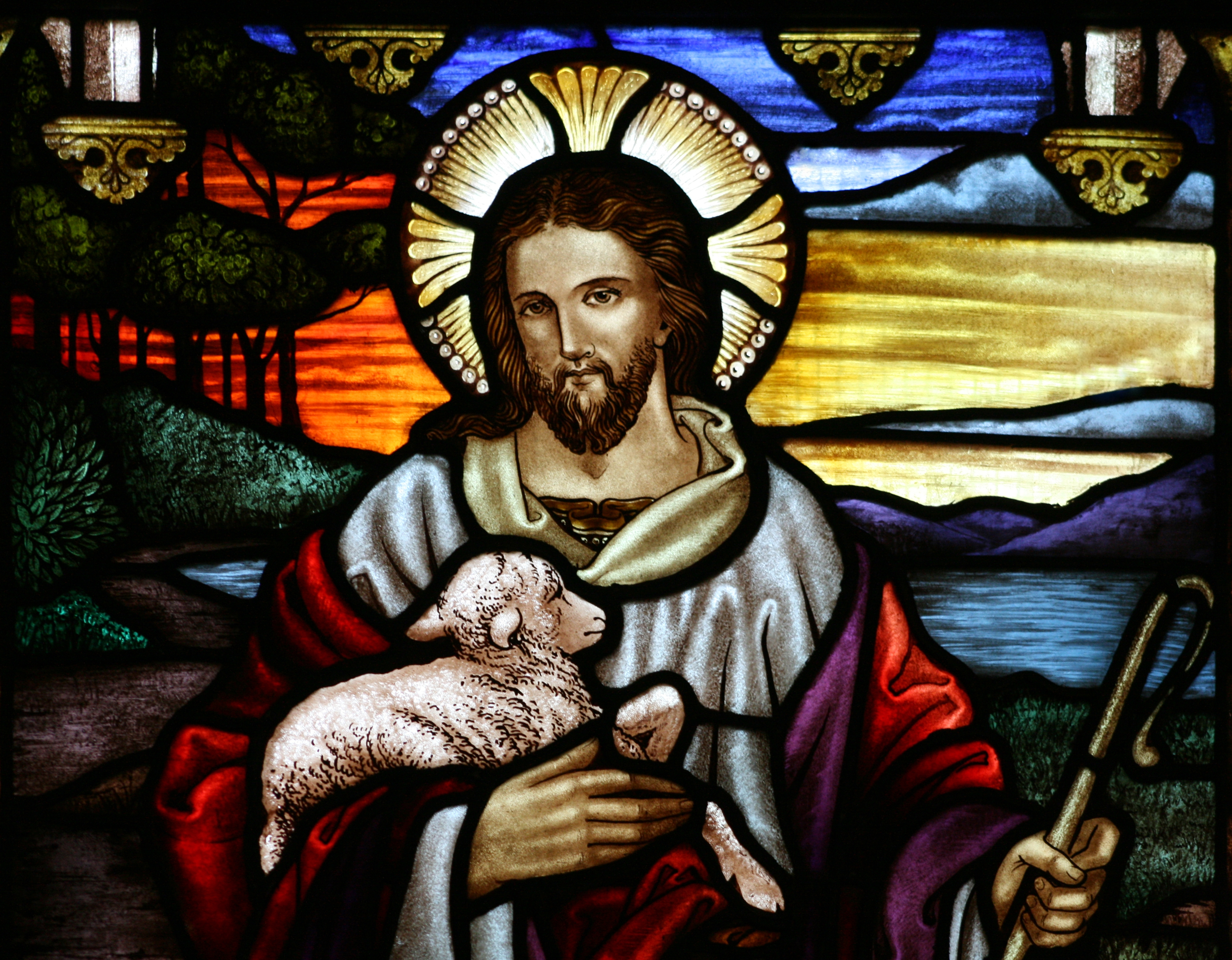
تصوير زجاج ملون من القرن العشرين ، أستراليا
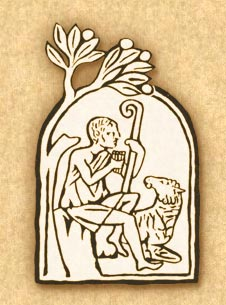
شعار التعليم المسيحي للكنيسة الكاثوليكية
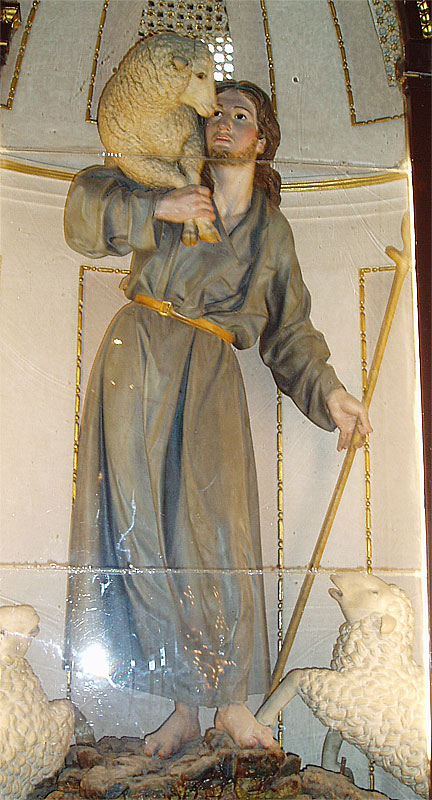
Oratorio de la Santa Cueva. قادس ، إسبانيا
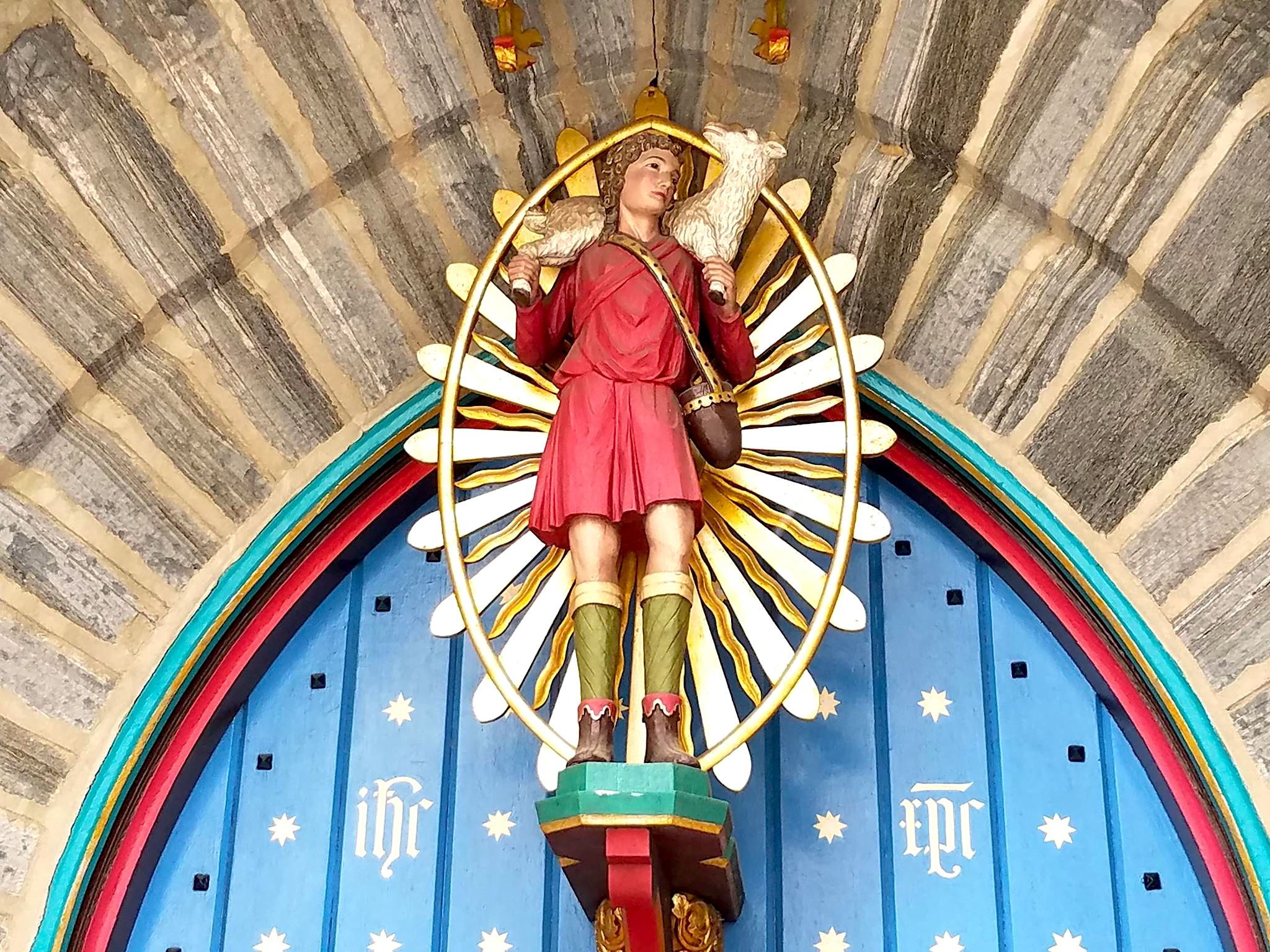
يسوع كراعٍ ،